# Pectinaria longipes
Pectinaria longipes är en oleanderväxtart. Pectinaria longipes ingår i släktet Pectinaria och familjen oleanderväxter.

## Underarter
Arten delas in i följande underarter:
- P. l. longipes
- P. l. villetii